# Cezarina
Cezarina é um município brasileiro do estado de Goiás. Sua população estimada em 2021 é de 8.794 habitantes.

## História
A história de Cezarina começa em meados de 1960 com a construção da BR-060. Naquela época o fazendeiro João Agemiro Cezar começou lotear suas terras, onde hoje se encontra o centro da cidade. Ele contratou Agil José da Rocha para medir sua propriedade, e como pagamento lhe concedeu um lote. Agil José construiu um posto de gasolina na beira da estrada, que se tornou o primeiro edifício em Cezarina. Pouco a pouco a cidade começou a crescer. O nome "Cezarina" foi escolhido devido ao sobrenome do fundador, "Cezar". Em 1988 se emancipou do município de Palmeiras de Goiás e ganhou o status de cidade por meio da lei Nº 10.413.

## Economia
O município tem sua economia basicamente na indústria (fabricação de cimento) na qual opera a Cimento Goiás e o comércio. Também da agricultura familiar. A Cidade tem um ritmo de crescimento muito abaixo da expectativa por ser uma cidade próxima a capital.
- Cimento Cimpor

A "Cimento Cimpor" é uma fábrica de cimento localizada na cidade que começou suas operações no ano de 1970. A maior parte da renda da cidade é proveniente da mesma. A empresa possui programas institucionais que permitem a visitação da população da cidade ao seu interior, além de unidade de tratamento de resíduos.

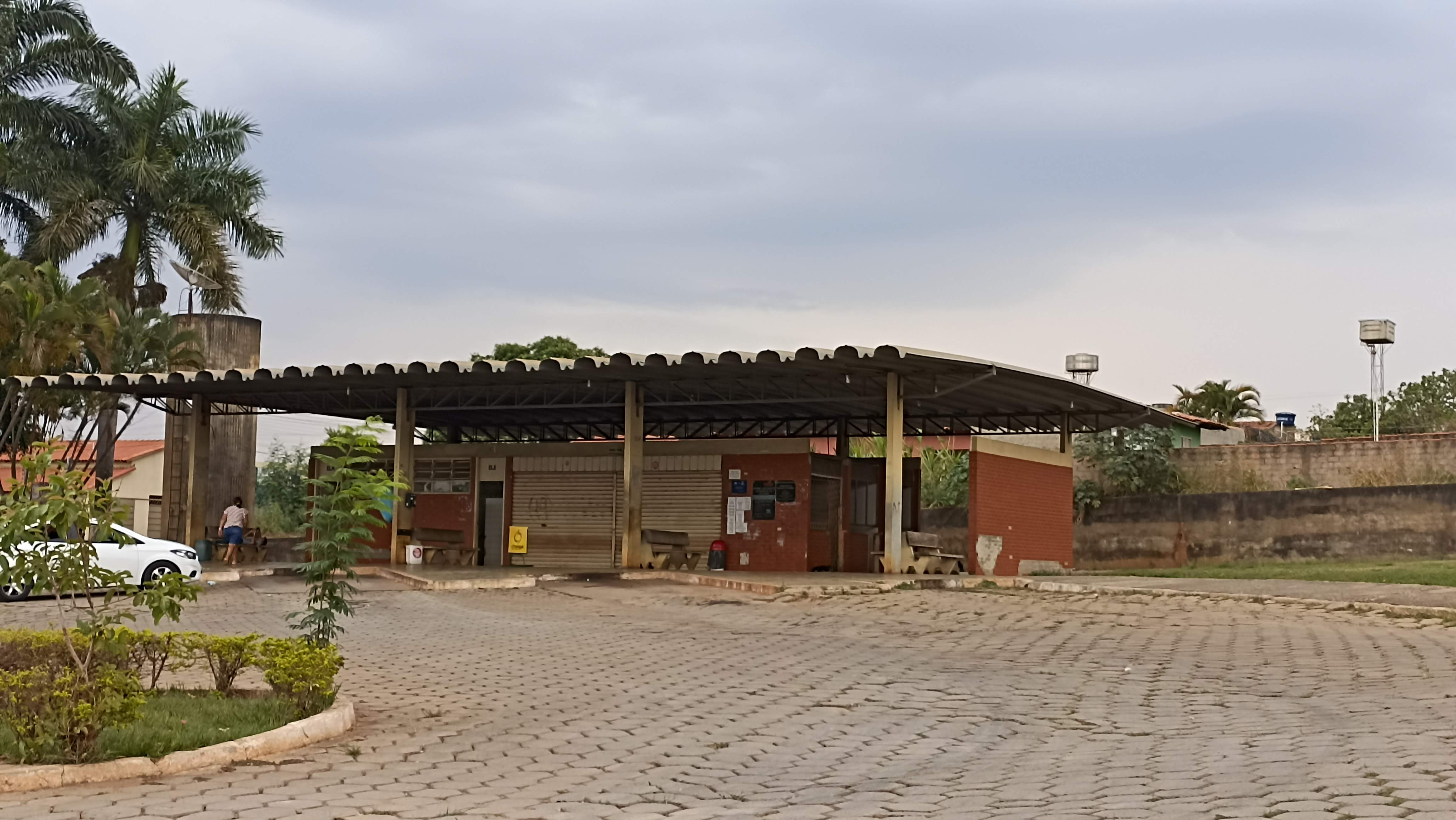
Rodoviária de Cezarina-GO